# Liste der Biografien/Sall
Liste der Biografien |
Portal Biografien |
Personensuche
# |
A |
B |
C |
D |
E |
F |
G |
H |
I |
J |
K |
L |
M |
N |
O |
P |
Q |
R |
S |
T |
U |
V |
W |
X |
Y |
Z |
?
 
Sa |
Sb |
Sc |
Sd |
Se |
Sf |
Sg |
Sh |
Si |
Sj |
Sk |
Sl |
Sm |
Sn |
So |
Sp |
Sq |
Sr |
Ss |
St |
Su |
Sv |
Sw |
Sy |
Sz
 
Saa |
Sab |
Sac |
Sad |
Sae |
Saf |
Sag |
Sah |
Sai |
Saj |
Sak |
Sal |
Sam |
San |
Sao |
Sap |
Saq |
Sar |
Sas |
Sat |
Sau |
Sav |
Saw |
Sax |
Say |
Saz
 
Sala |
Salb |
Salc |
Sald |
Sale |
Salf |
Salg |
Salh |
Sali |
Salj |
Salk |
Sall |
Salm |
Saln |
Salo |
Salp |
Salq |
Sals |
Salt |
Salu |
Salv |
Salw |
Saly |
Salz
Die Liste der Biografien führt alle Personen auf, die in der deutschsprachigen Wikipedia einen Artikel haben. Dieses ist eine Teilliste mit 137 Einträgen von Personen, deren Namen mit den Buchstaben „Sall“ beginnt.

## Sall
- Sall Seck, Oumou (* 1968), malische Politikerin und Botschafterin
- Sall, Abdou (* 1980), senegalesisch-französischer Fußballspieler
- Sall, Alioune (* 1962), senegalesischer Jurist
- Sall, Macky (* 1961), senegalesischer Politiker, Präsident des Senegal
- Sall, Marième Faye, senegalesische First Lady (seit 2012) und Ehefrau von Macky Sall

### Salla
- Salla-Wadda, Naceesay (* 1971), gambische Juristin
- Sallaba, Richard (1905–1956), österreichischer Schauspieler sowie Opern- und Operettensänger (Tenor)
- Sallaberger, Günther (* 1940), österreichischer Politiker (SPÖ)
- Sallaberger, Johann (1938–2016), österreichischer römisch-katholischer Kirchenhistoriker
- Sallaberger, Oswald (* 1966), österreichischer Dirigent und Geiger
- Sallaberger, Walther (* 1963), österreichischer Altorientalist
- Sallach, Nico (* 1990), deutscher Metal-SängerNico Sallach (* 1990)

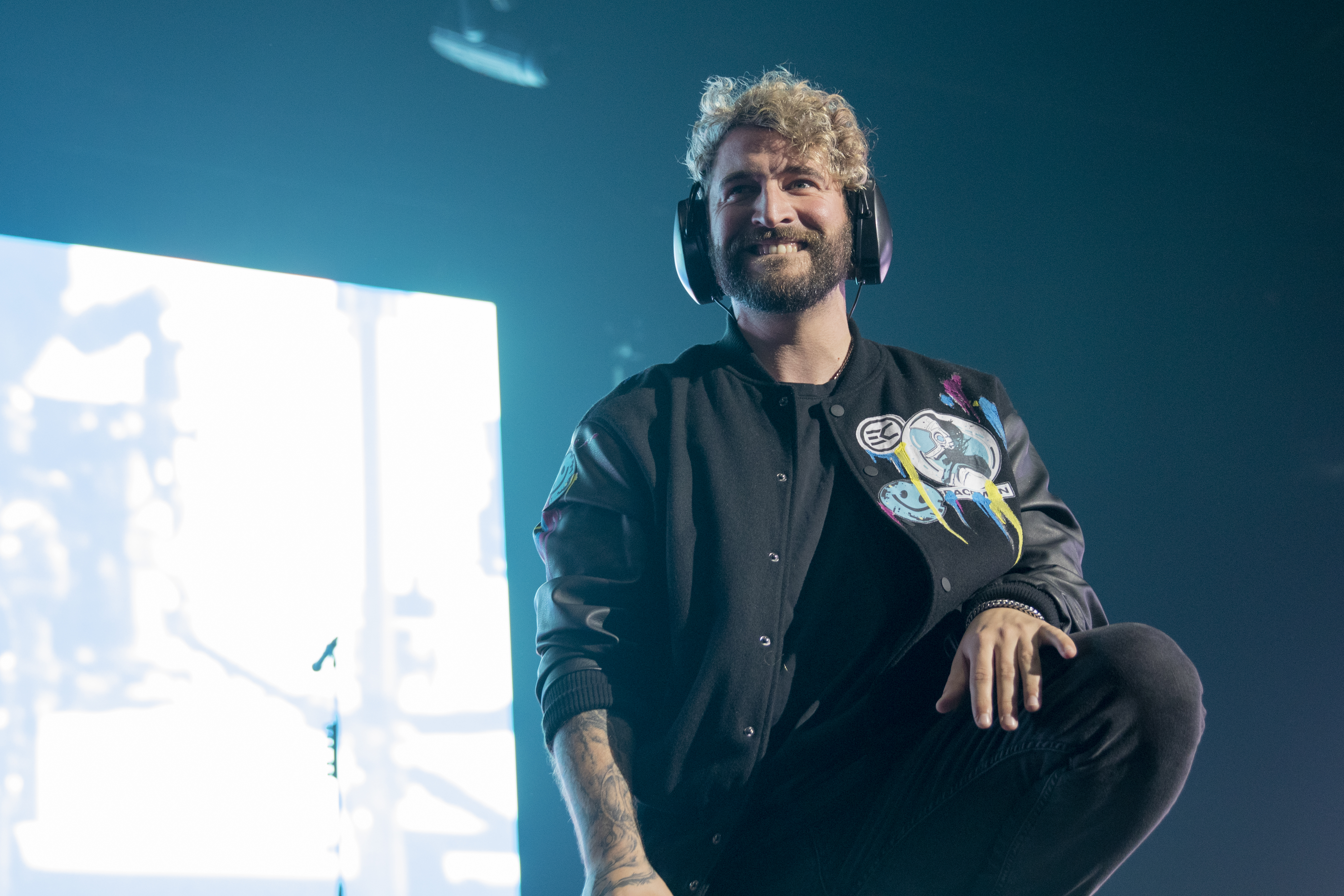
Nico Sallach (* 1990)

- Sallada, Harold B. (1895–1977), US-amerikanischer Admiral der United States Navy und Marinepilot
- Sallah, Abdoulie (* 1944), gambischer Politiker
- Sallah, Ahmad Samba, gambischer Politiker
- Sallah, Edrissa Samba Lamtoro († 2019), gambischer Politiker
- Sallah, Halifa (* 1953), gambischer Politiker
- Sallah, Hassan (1948–2006), gambischer Politiker
- Sallah, Momodou Y. M. (* 1952), gambischer Politiker
- Sallah, Omar Gibril, gambischer Verwaltungsbeamter und Diplomat
- Sallah, Ousman (1938–2023), gambischer Diplomat
- Sallah, Ousman (* 1968), gambischer Leichtathlet
- Sallah, Yandeh (* 1998), schwedische Schauspielerin
- Sallah-Njie, Janet, gambische Juristin und Menschenrechtsaktivistin
- Sallahi, Ylli (* 1994), österreichischer Fußballspieler
- Sallai, Melitta (* 1927), deutsche StifterinMelitta Sallai (* 1927)

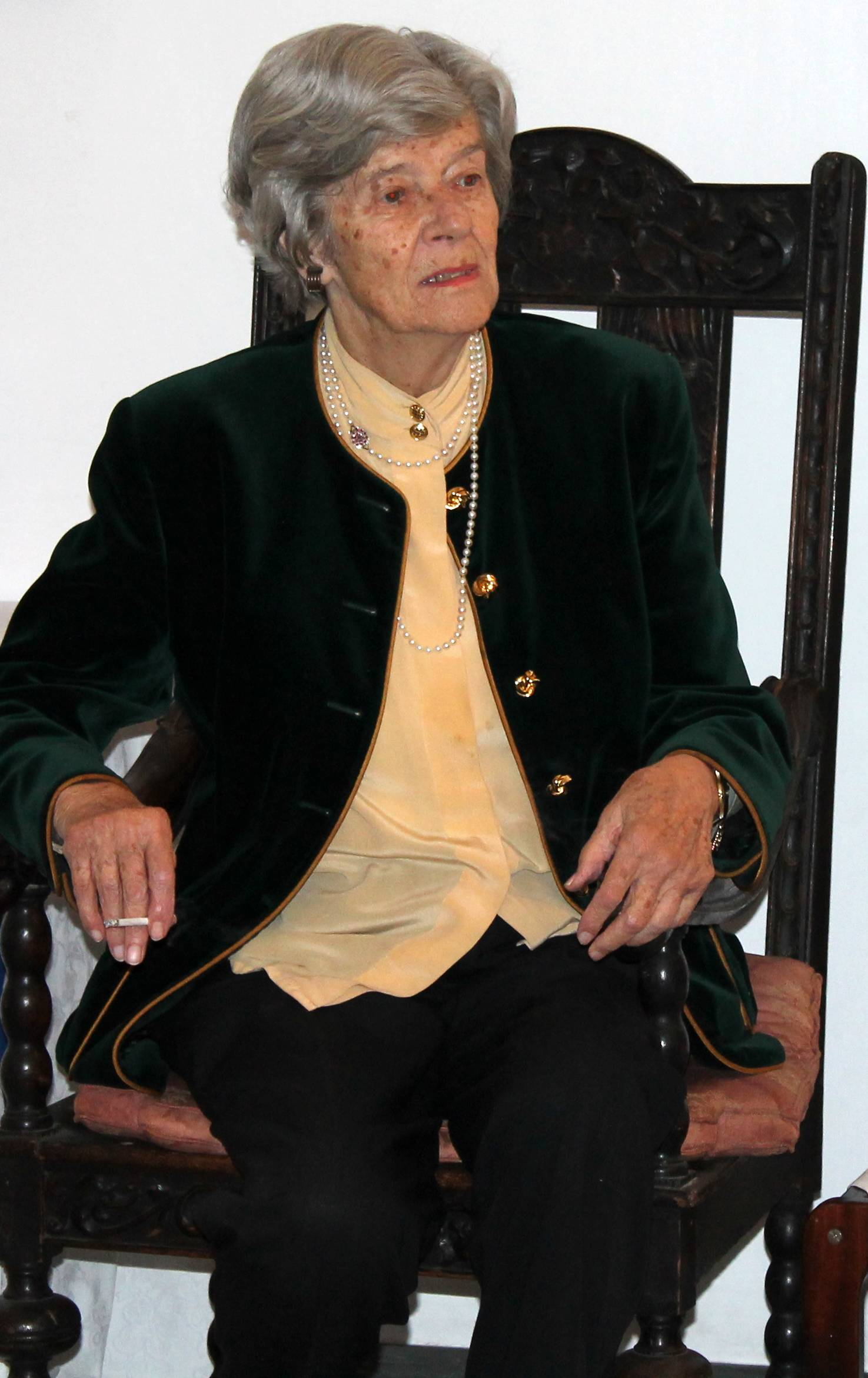
Melitta Sallai (* 1927)

- Sallai, Roland (* 1997), ungarischer Fußballspieler
- Sallam, Darin J. (* 1987), jordanische Filmregisseurin und Drehbuchautorin
- Sallam, Karim (* 1992), österreichischer Fußballspieler
- Sallandrouze de Lamornaix, Jean-Charles-Alexandre (1840–1899), französischer Admiral
- Sallatmeyer, Alois (1849–1917), österreichischer Baumeister und Architekt
- Sallay, András (* 1953), ungarischer Eiskunstläufer
- Sallay, Katja (* 1983), deutsche Schauspielerin ungarischer Herkunft

### Sallb
- Sallbach, Reinhold (1831–1895), preußischer General der Artillerie

### Salle
- Sallé, Auguste (1820–1896), französischer Entomologe, Ornithologe, Malakologe und Forschungsreisender
- Salle, David (* 1952), US-amerikanischer Maler
- Salle, Domenico Maria (1727–1808), deutscher Hofbaumeister
- Salle, Jérôme (* 1967), französischer Filmregisseur und Drehbuchautor
- Salle, Lise de la (* 1988), französische PianistinLise de la Salle (* 1988)

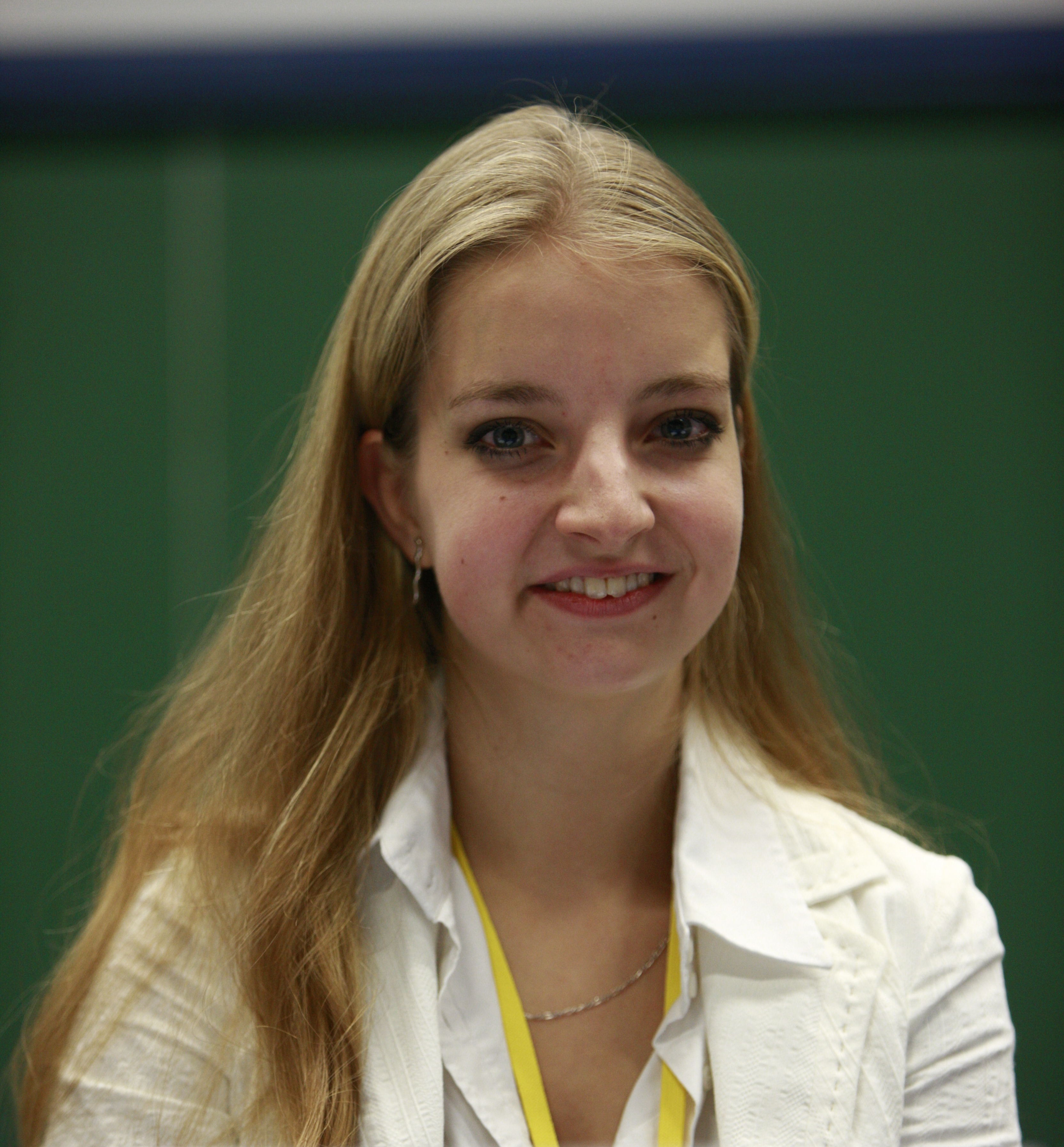
Lise de la Salle (* 1988)

- Salle, Lorenzo, Schweizer Baumeister und Architekt
- Sallé, Mademoiselle (1667–1745), französische Schauspielerin
- Sallé, Marie († 1756), französische Tänzerin
- Salleh, Faiz (* 1992), singapurischer Fußballspieler
- Salleh, Harris (* 1930), malaysischer Ministerpräsident von Sabah
- Salleh, Said Keruak (* 1957), 9. Ministerpräsident von Sabah, Malaysia
- Salleh, Subkhiddin Mohd (* 1966), malaysischer Fußballschiedsrichter
- Sallenave, Danièle (* 1940), französische Schriftstellerin und Publizistin
- Sallenbach, Katharina (1920–2013), Schweizer Bildhauerin, Plastikerin, Zeichnerin und Kunstpädagogin
- Sallentien, Heinrich (1825–1897), deutscher lutherischer Theologe
- Sallentien, Karl Ludwig Ferdinand (1780–1848), deutscher Theologe
- Salleo, Ferdinando (* 1936), italienischer Diplomat
- Saller, Andreas (* 1982), deutscher Basketballspieler
- Saller, Benedikt (* 1992), deutscher Fußballspieler
- Saller, Eddy (1930–2003), österreichischer Filmregisseur und Drehbuchautor
- Saller, Enrico (* 1995), deutscher Regisseur, Drehbuchautor und Fotograf
- Saller, Josef (* 1945), österreichischer Politiker (ÖVP), Salzburger Landtagsabgeordneter und Bundesrat
- Saller, Karl (1902–1969), deutscher Anthropologe und Arzt
- Saller, Markus (* 1969), deutscher Politiker (Freie Wähler), MdL
- Saller, Martin (1903–1965), österreichischer Politiker (ÖVP), Präsident des Salzburger Landtages
- Saller, Martin (1916–2005), deutscher Journalist
- Saller, Richard (* 1946), deutscher Fußballtrainer und Geschäftsmann
- Saller, Richard P. (* 1952), US-amerikanischer Althistoriker
- Saller, Sophia (* 1994), deutsche Triathletin
- Saller, Tom (* 1967), deutscher Schriftsteller
- Salles de Lima Souza, William Júnior (* 1983), brasilianischer Fußballspieler
- Salles, Pierre (* 1898), französischer Autorennfahrer
- Salles, Raymond (1920–1996), französischer Ruderer
- Salles, Ricardo (* 1965), mexikanischer Philosoph und Philosophiehistoriker
- Salles, Ricardo de Aquino (* 1975), brasilianischer Politiker (NOVO) und Umweltminister
- Salles, Rubens (1891–1934), brasilianischer Fußballspieler
- Salles, Rudy (* 1954), französischer Politiker, Mitglied der Nationalversammlung
- Salles, Sidney († 1941), US-amerikanischer Krimineller und Mordopfer
- Salles, Walter (* 1956), brasilianischer Film-RegisseurWalter Salles (* 1956)

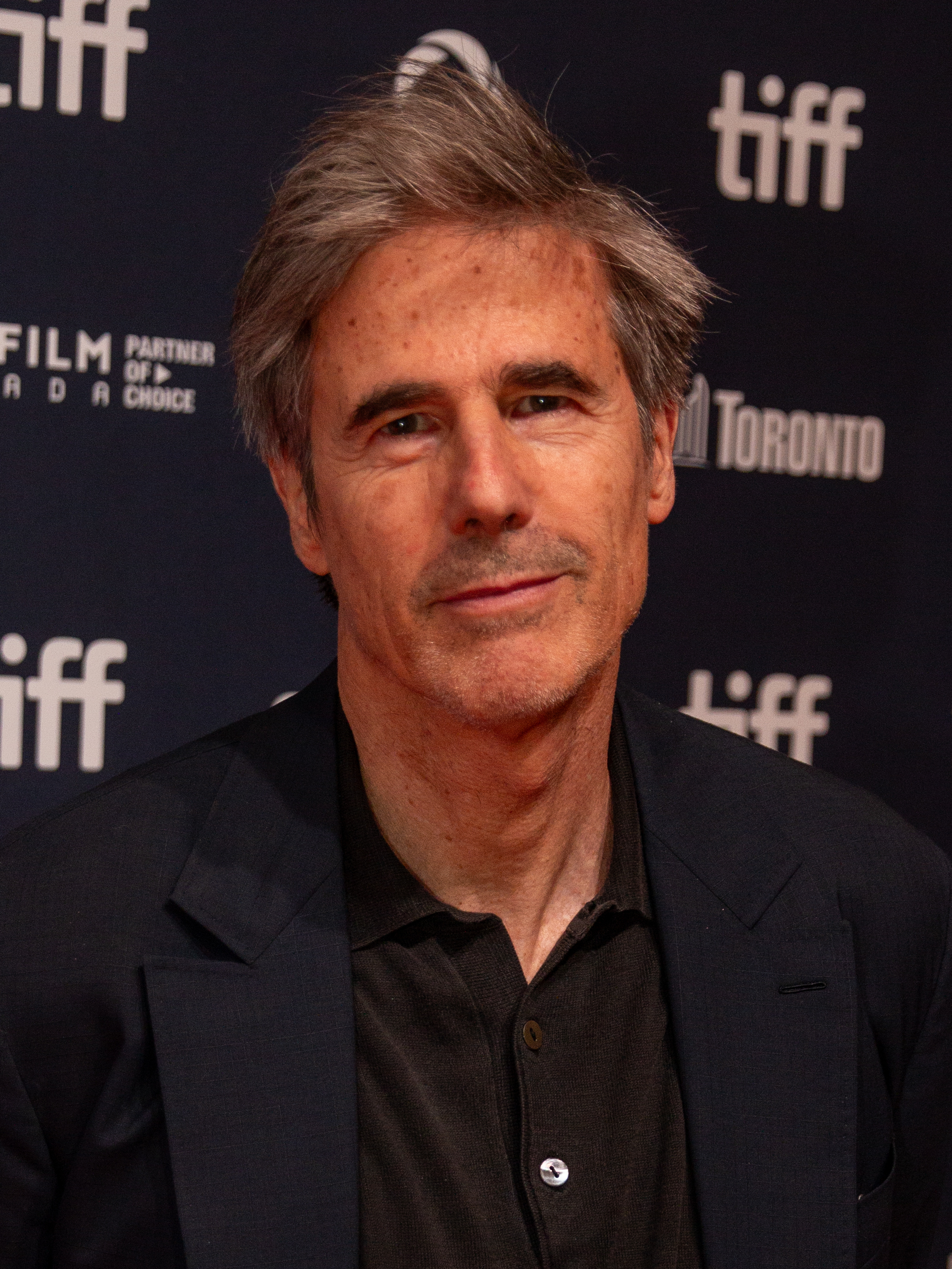
Walter Salles (* 1956)

- Salles-Wagner, Adelheid (1825–1890), deutsch-französische Porträt- und Historienmalerin
- Sallet, Alfred von (1842–1897), deutscher Historiker und Numismatiker
- Sallet, Friedrich von (1812–1843), deutscher Schriftsteller
- Sallette, Céline (* 1980), französische Schauspielerin
- Salley, John (* 1964), US-amerikanischer Basketballspieler und SchauspielerJohn Salley (* 1964)

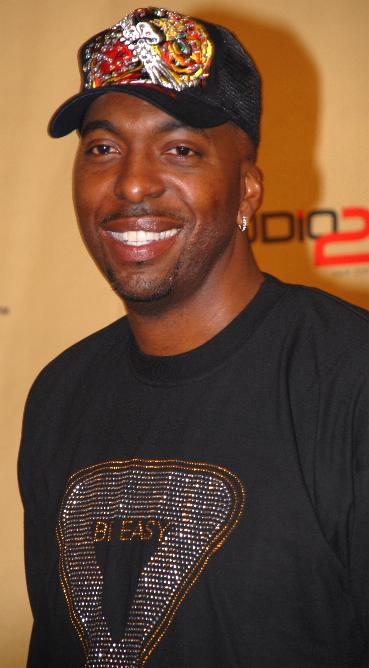
John Salley (* 1964)

- Salley, Jonas (* 1982), ivorisch-australischer Fußballspieler

### Salli
- Salli, Edgar (* 1992), kamerunischer Fußballspieler
- Sallier, Claude (1685–1761), französischer römisch-katholischer Geistlicher, Orientalist, Bibliothekar und Mitglied der Académie française
- Sallier, Jean (1806–1861), französischer römisch-katholischer Geistlicher, Kartäuser und Mystiker
- Sällik, Alfred (1890–1943), estnischer Tenor, Schauspieler und Regisseur
- Sallin, Lauriane (* 1993), Schweizer Model
- Sallinen, Aulis (* 1935), finnischer Komponist
- Sallinen, Jon (* 2000), finnischer Freestyle-Skisportler
- Sallinen, Kari (* 1959), finnischer Orientierungsläufer
- Sallinen, Riikka (* 1973), finnische Eishockey-, Bandy, Rinkbandy- und Pesäpallospielerin
- Sallinen, Tyko (1879–1955), finnischer Maler
- Salling, Augusta (* 1954), grönländische Politikerin
- Salling, Ebbe, dänischer Basketballspieler
- Salling, Herman (1919–2006), dänischer Kaufmann und Unternehmer
- Salling, Jens Kristian Friis (* 1949), grönländischer Unternehmer
- Salling, Mark (1982–2018), US-amerikanischer Schauspieler und SängerMark Salling (1982–2018)

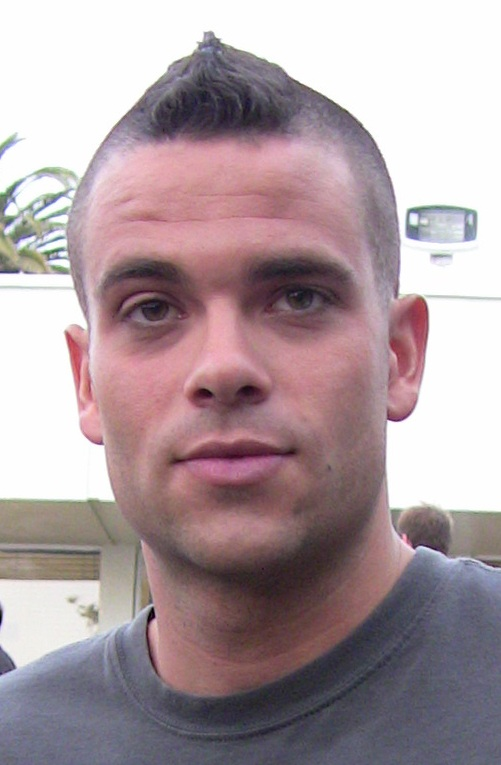
Mark Salling (1982–2018)

- Sallinger, Raphael (* 1995), österreichischer Fußballspieler
- Sallinger, Rudolf (1916–1992), österreichischer Politiker (ÖVP), Abgeordneter zum Nationalrat
- Sallis, Crispian (* 1959), britischer Szenenbildner und Filmarchitekt
- Sallis, James (* 1944), US-amerikanischer Schriftsteller, Poet, Kritiker, Redakteur, Musiker und Übersetzer
- Sallis, John (1938–2025), US-amerikanischer Philosoph
- Sallis, Peter (1921–2017), britischer Schauspieler und Synchronsprecher
- Sallis, Susan (1929–2020), britische Schriftstellerin

### Sallm
- Sallmander, Reuben (* 1966), schwedischer Schauspieler
- Sallmann, Bernhard (* 1967), österreichischer Filmemacher
- Sallmann, Klaus (1934–2023), deutscher Klassischer Philologe
- Sallmann, Martin (* 1963), Schweizer Kirchenhistoriker
- Sallmann, Michael (* 1953), deutscher Lyriker, Liedermacher und Rundfunk-Moderator
- Sallmard de Montfort, Bernard (1747–1823), französischer Zisterzienserabt
- Sallmayer, Hermann (1823–1886), österreichischer Theaterfachmann
- Sallmayer, Peter (* 1961), österreichischer Fußballspieler
- Sallmutter, Hans (* 1945), österreichischer Gewerkschafter und Politiker

### Sallo
- Salló, Alpár (* 1994), rumänischer Eishockeyspieler
- Sallo, Denis de (1626–1669), französischer Autor
- Salloch, Marianne (1909–1989), deutschamerikanische Buchantiquarin
- Salloch, William (1906–1990), deutschamerikanischer Buchantiquar
- Salloker, Angela (1913–2006), österreichische Schauspielerin
- Sallomon, Werner (* 1960), österreichischer Basketballtrainer und -funktionär
- Salloukh, Fawzi (* 1931), libanesischer Politiker, Außenminister des Libanon
- Salloum, Maximos (1920–2004), libanesischer Erzbischof

### Salls
- Sällström, Hugo (1870–1951), schwedischer Segler
- Sällström, Johanna (1974–2007), schwedische SchauspielerinJohanna Sällström (1974–2007)

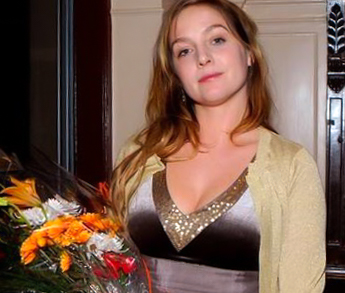
Johanna Sällström (1974–2007)

- Sällström, Linda (* 1988), finnische Fußballspielerin

### Sallu
- Sallust (* 86 v. Chr.), römischer Geschichtsschreiber und PolitikerSallust (* 86 v. Chr.)

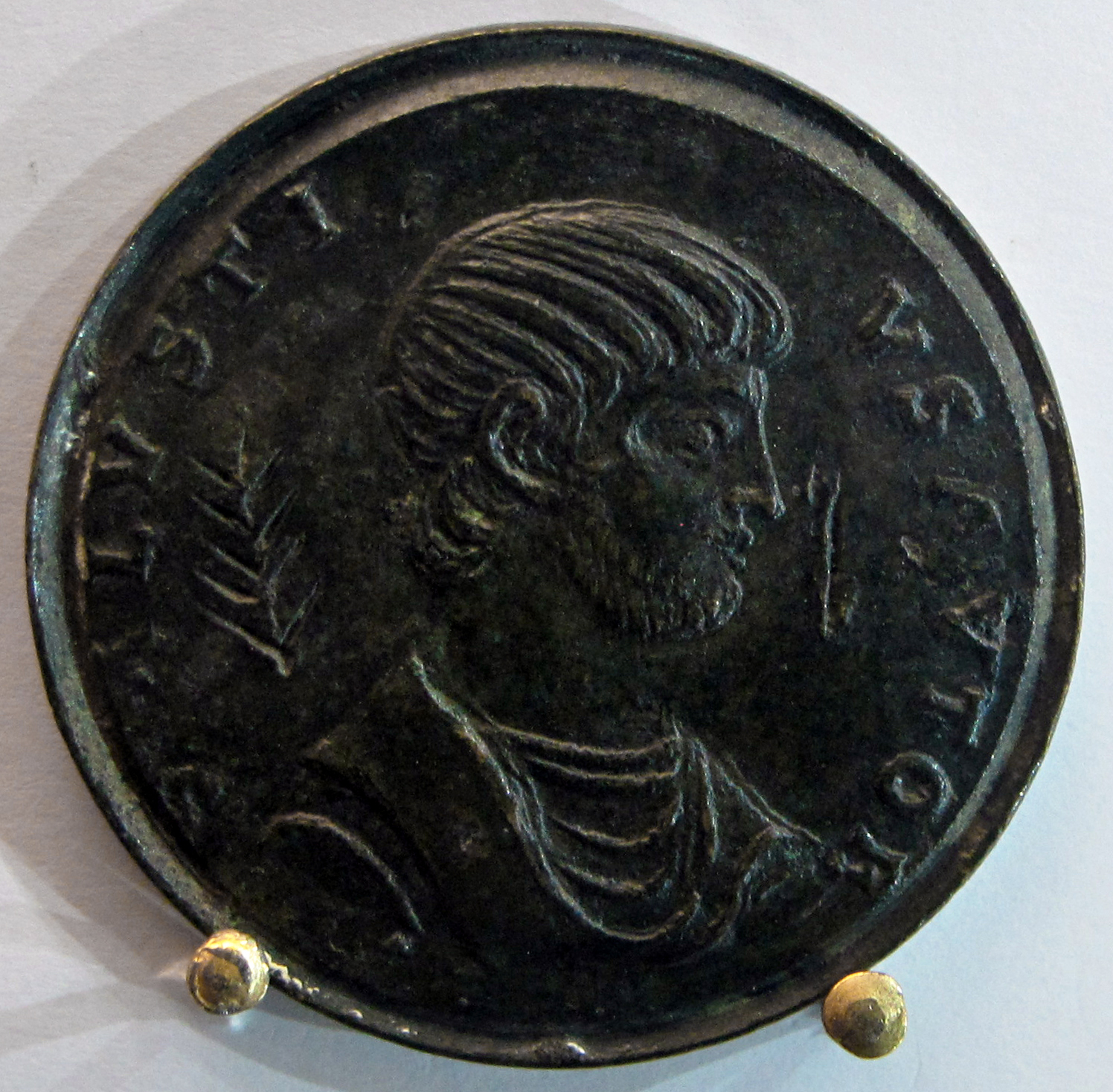
Sallust (* 86 v. Chr.)

- Sallustius († 494), orthodoxer Bischof; Patriarch von Jerusalem (486–494)
- Sallustius Aiax, Gaius, römischer Maler
- Sallustius Crispus Passienus, Gaius, römischer Senator
- Sallustius, Flavius, römischer Politiker, Konsul (363)
- Sallusto, Federica (* 1961), italienisch-schweizerische Immunologin und Biologin
- Sallustro, Attila (1908–1983), italienischer Fußballspieler

### Sallw
- Sallwitz, Diether von (1922–1963), deutscher Schauspieler und Nachrichtensprecher
- Sallwürk, Anton von (1807–1871), preußischer Beamter, Regierungspräsident in Sigmaringen (1850–1851)
- Sallwürk, Carl von (1802–1864), hohenzollerischer Oberamtmann
- Sallwürk, Ernst von (1839–1926), deutscher Pädagoge, Gymnasiallehrer, Oberschulrat und Dozent
- Sallwürk, Nikolaus von (1769–1834), hohenzollerischer Oberamtmann
- Sallwürk, Sigmund von (1874–1944), deutscher Maler und Grafiker

### Sally
- Sally, Judith D. (1937–2024), US-amerikanische Mathematikerin
- Sally, Paul (1933–2013), US-amerikanischer Mathematiker
- Sallyman, Andrey (1929–2020), dänischer Schauspieler